# Poetična Edda
Poetična Edda (v slovenski literaturi tudi Pesniška Edda, Verzna Edda ali Edda v verzih) znana tudi kot Starejša Edda ali Sæmundova Edda je sodobno ime za nenaslovljeno zbirko staronordijskih anonimnih pripovednih pesmi v aliteracijskem verzu. Razlikuje se od tesno povezane Prozne Edde, ki jo je napisal Snorri Sturluson, čeprav sta obe deli temeljnega pomena za preučevanje staronordijske poezije. Obstaja več različic med katerimi je še posebej pomemben srednjeveški islandski rokopis Codex Regius, ki vsebuje 31 pesmi.

## Sestava
Pesmi Poetične Edde so napisane v aliteracijskem verzu. Večina jih je napisana v verzni obliki, ki ji pravimo fornyrðislag (»stara pripovedovalna metrika«), večkrat pa se pojavlja tudi oblika málaháttr (»govorna oblika«). Preostanek, približno četrtina, jih je napisanih v verzni obliki ljóðaháttr (»pesniška oblika«). Jezik pesmi je običajno jasen in razmeroma neokrašen. Pogosto so uporabljeni kenningi, vendar se ne pojavljajo tako pogosto niti niso tako zapleteni kot tisti, ki jih najdemo v tipični skaldski poeziji.

### Avtorstvo
Tako kot večina zgodnje poezije so bile tudi eddske pesmi pesmi potujočih pevcev, ki so se stoletja ustno prenašale od pevca do pevca in od pesnika do pesnika. Nobena od pesmi ni pripisana določenemu avtorju, čeprav mnoge izkazujejo izrazite individualne značilnosti, kar nakazuje, da so verjetno delo posameznih pesnikov. Kljub ugibanjem strokovnjakov o možnih avtorjih trdni in splošno sprejeti sklepi o njihovem avtorstvu nikoli niso bili doseženi.

### Datacija
Natančno datiranje pesmi je že dolgo vir znanstvenih razprav. Težko je priti do trdnih zaključkov; verzi eddskih pesmi se včasih pojavljajo v pesmih znanih pesnikov. Eyvindr Skáldaspillir je na primer ustvarjal v drugi polovici 10. stoletja in v svoji pesmi Hákonarmál uporabil nekaj verzov, ki jih najdemo tudi v pesmi Hávamál. Možno je, da je citiral znano pesem, možno pa je tudi, da je Hávamál ali vsaj zadevna strofa mlajše izpeljano delo.
Nekaj dokazano zgodovinskih likov, omenjenih v pesmih, kot je Atila, predstavlja nekakšen terminus post quem, datacija samih rokopisov pa predstavlja bolj uporaben terminus ante quem.
Posamezne pesmi vsebujejo individualne namige o svoji starosti. Pesem Atlamál hin groenlenzku naj bi bila glede na njen naslov napisana na Grenlandiji kar dokazujejo tudi nekateri notranji dokazi. Če to drži, je morala biti napisana ne prej kot okoli leta 985, saj do takrat na Grenlandiji ni bilo Skandinavcev.
Bolj zanesljiva kot takšni posredni dokazi so jezikovna merila za datiranje. Do teh lahko pridemo s pregledom skaldskih pesmi, katerih datacija je trdneje znana. Na primer, pokazalo se je, da se člen od, ki v starih germanskih jezikih ustreza ga- ali ge-, pogosteje pojavlja v zgodnješih skaldskih pesmih. Bjarne Fidjestøl je to merilo uporabil za eddsko poezijo, kjer je naletel na velika odstopanja, kar nakazuje na to, da so nekatere pesmi v resnici veliko starejše od drugih.
Druga merila za datiranje vključujejo uporabo negativnega prislova eigi »ne« in aliteracijo vr- z v-. V zahodnih narečjih stare nordijščine je okoli leta 1000 vr- postal r-, vendar je v nekaterih eddskih pesmih opaziti, da se beseda vreiðr, mlajša oblika reiðr, aliterira z besedami, ki se začenjajo z izvirnim v-. To je opazil že skald Óláfr Þórðarson, avtor Tretjega gramatičnega traktata, ki je uporabo črke v pred r poimenoval vindandin forna; »starodavna raba črke vend«.
V nekaterih primerih so bile stare pesmi morda interpolirane z mlajšimi verzi ali združene z drugimi pesmimi. Na primer, verze 9–16 pesmi Völuspá, s skupnim imenom »Dvergatal« ali »Seznam škratov«, nekateri raziskovalci štejejo za interpolacijo.

### Lokacija
Problem datiranja pesmi je povezan s problemom določitve kraja njihovega nastanka. Islandija je bila naseljena šele okoli leta 870, zato je moralo vse kar je nastalo pred tem časom nastati drugje, najverjetneje v Skandinaviji. Po drugi strani pa so novejše pesmi verjetno islandskega izvora.
Znanstveniki so posamezne pesmi poskušali lokalizirati s preučevanjem geografije, flore in favne, na katere se nanašajo. Ta pristop običajno ne daje trdnih rezultatov. Na Islandiji na primer ni volkov, vendar smo lahko prepričani, da so jih islandski pesniki poznali. Podobno se apokaliptični opisi v pesmi Völuspá razumejo kot dokaz, da je pesnik, ki jo je sestavil, doživel izbruh vulkana na Islandiji – vendar to niti približno ni gotovo.

## Codex Regius
Codex Regius je nedvomno najpomembnejši ohranjeni vir o nordijski mitologiji in germanskih junaških legendah. Od začetka 19. stoletja ima močan vpliv na skandinavsko književnost, ne le zaradi svojih zgodb, temveč tudi zaradi vizionarske moči in dramatične kakovosti mnogih pesmi. Prav tako je bil navdih za poznejše inovacije v pesniški metriki, zlasti v nordijskih jezikih, s svojo uporabo jedrnatih, na poudarku temelječih metričnih shem, ki ne vključujejo končnih rim, temveč se osredotočajo na aliteracijo in močno zgoščene podobe. Med pesnike, ki so priznali svoj dolg do Codexu Regiusa, sodijo Vilhelm Ekelund, August Strindberg, J. R. R. Tolkien, Ezra Pound, Jorge Luis Borges in Karin Boye.
Codex Regius je bil napisan v 13. stoletju, vendar o njegovi lokaciji ni bilo znanega nič vse do leta 1643, ko je prišel v posest Brynjólfurja Sveinssona, takratnega škofa v Skálholtu. V tistem času so na Islandiji poznali različice Prozne Edde, vendar so učenjaki domnevali, da je nekoč obstajala še ena Edda, Starejša Edda, ki naj bi vsebovala poganske pesmi, na katere se Snorri sklicuje v svoji Prozni Eddi. Ko so odkrili Codex Regius, se je zdelo, da so te domneve potrjene, a sodobne znanstvene raziskave so pokazale, da je bila Prozna Edda verjetno napisana prej in da sta obe deli kvečjemu povezani s skupnim virom.
Brynjólfur je rokopis pripisal Sæmundrju Učenemu, legendarni osebnosti in islandskemu duhovniku iz 12. stoletja. Sodobni učenjaki to pripisovanje zavračajo, vendar je ime Sæmundova Edda še vedno včasih povezano tako s Codex Regius kot z različicami Poetične Edde.
Škof Brynjólfur je rokopis podaril danskemu kralju, od tod tudi latinsko ime Codex Regius, dob. »Kraljeva knjiga«. Stoletja je bil shranjen v Kraljevi knjižnici v Københavnu, vendar je bil leta 1971 vrnjen na Islandijo. Ker letalski prevoz takrat še ni veljal za povsem zanesljivega za tako dragocen tovor, so rokopis prepeljali z ladjo, ki jo je spremljala vojna mornarica.

## Vsebina
Pesmi, podobne tistim v Codex Regius, so vključene tudi v številne izdaje Poetične Edde. Pomembni rokopisi, ki vsebujejo te druge pesmi, vključujejo AM 748 I 4to, Hauksbók in Flateyjarbók. Številne pesmi so citirane tudi v Snorrijevi Prozni Eddi, vendar običajno le v manjših odlomkih. Katere pesmi so vključene v izdajo Poetične Edde, je odvisno od urednika. Pesmi, ki jih ne najdemo v Codex Regiusu, se včasih imenujejo »eddski dodatek«. Druge pesmi, podobne eddskim, ki običajno niso objavljene v Poetični Eddi, se včasih imenujejo Eddica minora. Te sta zbrala Andreas Heusler in Wilhelm Ranisch v svoji knjigi iz leta 1903 z naslovom Eddica minora: Dichtungen eddischer Art aus den Fornaldarsögur und anderen Prosawerken.
V slovenščino je bilo do danes prevedenih le 7 pesmi: Völuspá (Bajanje vidke), Hávamál (Pesem Visokega),Skírnismál (Skirnirjeva ježa), Hárbarðsljóð (Harbardova pesem), Hymiskviða (Pesem o Hymirju), Lokasenna (Lokijevo izzivanje) ter Þrymskviða (Pesem o Thrymu) v delu Edda : Iz staroislandskega epa avtorjev Bogdana Gjuda in Silvina Košaka iz leta 2004. V spremnem delu omenjenega dela so navedeni tudi nekateri ostali naslovi neprevedenih pesmi, razen Frá dauða Sinfjötla, Völuspá in skamma, Svipdagsmál, Grógaldr, Fjölsvinnsmál, fnagaldr Óðins, Gullkársljóð in Hervararkviða za katere so prevodi naslovov poleg ostalih navedeni spodaj:

### Mitološke pesmi

#### VCodex Regiusu
- Völuspá (Bajanje vidke)
- Hávamál (Pesem Visokega)
- Vafþrúðnismál (Pesem o Vafthrudnirju)
- Grímnismál (Pesem o Grimnirju)
- Skírnismál (Skirnirjeva ježa)
- Hárbarðsljóð (Harbardova pesem)
- Hymiskviða (Pesem o Hymirju)
- Lokasenna (Lokijevo izzivanje)
- Þrymskviða (Pesem o Thrymu)
- Völundarkviða (Volundova pesem)
- Alvíssmál (Alvissova pesem)

#### IzvenCodex Regiusa
- Baldrs draumar (Baldurjeve sanje)
- Gróttasöngr (Pesem o mlinu)
- Rígsþula (Rigova pesem)
- Hyndluljóð (Hyndlina pesem)
  - Völuspá in skamma (dob. Krajša Völuspá)  – Ta pesem, ki je včasih predstavljena ločeno, je pogosto vključena kot interpolacija v pesmi Hyndluljóð.
- Svipdagsmál (Pesem o Svipdagu)  – Pesem vsebuje dve drugi pesmi, ki sta pozno delo in običajno nista vključeni v izdajah po letih 1950:
  - Grógaldr (Grojin urok)
  - Fjölsvinnsmál (Pesem o Fjölsvid)
  - fnagaldr Óðins (Odinova pesem o krokarjih) – Pozno delo, ki običajno ni vključeno v izvodih po letu 1900).
- Gullkársljóð (Pesem o Gullkárju) – Pozno delo, ki običajno ni vključeno v izvodih po letu 1900).

### Junaške pesmi
Mitološkim pesmim v Codex Regius sledijo junaške pesmi o smrtnih junakih, ki predstavljajo primere germanskih junaških legend. Junaše pesmi je treba v Eddi obravnavati kot celoto, sestavljajo pa jih tri plasti: zgodba o Helgiju Hundingsbaniju, zgodba o Nibelungih in zgodba o Jörmunrekkrju, kralju Gotov. Te zgodbe so skandinavskega, nemškega in gotskega izvora. Kolikor je mogoče ugotoviti, so Atila, Jörmunrekkr in Brynhildr dejansko obstajali, pri čemer naj bi Brynhildr delno temeljila na Brunhildi Avstrazijski, vendar je kronologija v pesmih obrnjena.

#### VCodex Regiusu
Pesmi o Helgiju
- Helgakviða Hundingsbana I ali Völsungakviða (Prva pesem o Helgiju, ubijalcu Hundinga)
- Helgakviða Hjörvarðssonar (Pesem o Helgiju, Hjorvardovem sinu)
- Helgakviða Hundingsbana II ali Völsungakviða in forna (Druga pesem o Helgiju, ubijalcu Hundinga)

Pesmi o Nibelungih
- Frá dauða Sinfjötla (O Sinfjötlijevi srmrti) – Kratko prozno besedilo
- Grípisspá (Gripijevo bajanje)
- Reginsmál (Reginova pesem)
- Fáfnismál (Fafnirjeva pesem)
- Sigrdrífumál (Pesem o Sigrdrífi)
- Brot af Sigurðarkviðu (Fragment pesmi o Sigurdu)
- Guðrúnarkviða I (Prva pesem o Gudrun)
- Sigurðarkviða hin skamma (Kratka pesem o Sigurdu)
- Helreið Brynhildar (Brynhildina pot na oni svet)
- Dráp Niflunga (Pokol Niðungov)
- Guðrúnarkviða II (Druga pesem o Gudrun)
- Guðrúnarkviða III (Tretja pesem o Gudrun)
- Oddrúnargrátr (Oddrunina žalostinka)
- Atlakviða (Groenlandska Atlijeva pesem). Celoten naslov rokopisa je Atlakviða hin grœnlenzka, to je Groenlandska Atlijeva pesem, vendar uredniki in prevajalci običajno izpuščajo sklicevanje na Grenlandijo, da bi se izognili zamenjavi z naslednjo pesmijo.
- Atlamál hin groenlenzku (Groenlandska pesem o Atliju)

Pesmi o Jörmunrekkrju
- Guðrúnarhvöt (Gudrunina tožba)
- Hamðismál (Hamdirjeva pesem)

#### IzvenCodex Regiusa
Več legendarnih sag vsebuje poezijo v eddskem slogu. Njihovo starost in pomen je pogosto težko oceniti, vendar pa zlasti saga o Hervararju vsebuje zanimive pesniške interpolacije.
- Hlöðskviða (Boj s Huni), iz Sage o Hervararju.
- Hervararkviða (Prebujanje Angantyrja), iz Sage o Hervararju.